# Макноун, Кэйд
Кэйд Брэм Макноун (англ. Cade Brem McNown; род. 12 января 1977) — профессиональный игрок в американский футбол, на позиции квотербека. Дебютировал в Национальной футбольной лиге в 1999 году. Выступал за команды «Чикаго Беарз», «Майами Долфинс» и «Сан-Франциско Форти Найнерс».

## Статистика
Зав = Завершённые пасы; Поп = Попыток; %Зав = Процент завершённых пасов; Я/П = Ярдов за одну попытку; ТД-п = Тачдаун-пасов; Пер = Перехватов; ТД = Тачдаунов.
| Год   | Команда      | Игр | Пасы | Пасы | Пасы | Пасы  | Пасы | Пасы | Пасы | Выносы | Выносы | Выносы |
| Год   | Команда      | Игр | Зав  | Поп  | %Зав | Ярдов | Я/П  | ТД-п | Пер  | Поп    | Ярдов  | ТД     |
| ----- | ------------ | --- | ---- | ---- | ---- | ----- | ---- | ---- | ---- | ------ | ------ | ------ |
| 1999  | Чикаго Беарз | 15  | 127  | 235  | 54   | 1465  | 6.2  | 8    | 10   | 32     | 160    | 0      |
| 2000  | Чикаго Беарз | 10  | 154  | 280  | 55   | 1646  | 5.9  | 8    | 9    | 49     | 326    | 3      |
| Всего | Всего        | 25  | 281  | 515  | 54.6 | 3111  | 6    | 16   | 19   | 81     | 486    | 3      |